# Rudlov
Rudlov (in ungherese Ércfalva) è un comune della Slovacchia facente parte del distretto di Vranov nad Topľou, nella regione di Prešov.
Ha dato i natali al patriota ruteno Adolf Dobrjan'skyj, una delle personalità più eminenti del Risorgimento galiziano-ruteno.